# Luchthaven Saratov
Luchthaven Satarov (Russisch: Саратов Центральный Аэропорт; Saratov Tsentralnij Aeroport) is het vliegveld van de Russische stad Saratov. Het dient als knooppunt voor de luchtvaartmaatschappij Saratov Airlines, die Rusland en omliggende landen bedient. Het vliegveld bevindt zich ten noorden van het stadscentrum, en heeft één landingsbaan ter beschikking. 